# علم النفس التحليلي
علم النفس التحليلي  أو (علم النفس اليونغي) نسبة إلى كارل يونغ هو إحدى مدارس علم النفس الناشئة عن أفكار الطبيب النفساني السويسري كارل يونغ (Carl Jung). وقد تقدم توجهه النظري بواسطة طلابه وبعض المفكرين الذين اتبعوه في نظرياته. ويختلف علم النفس التحليلي عن التحليل النفسي الفرويدي، رغم أن بينهما أوجه شبه مشتركة. والهدف منه هو الوصول إلى حالة الكمال عن طريق دمج قوى ودوافع اللاوعي الكامنة وراء السلوك البشري. يستخدم علم النفس العمقيّ، بما في ذلك علم النفس الأولي، نموذج العقل الباطن باعتباره مصدر الشفاء والتنمية لدى الفرد. كان يونغ يرى أن النفس مثل العقل، ولكنه أيضًا اعترف أنها سر الروح، واستخدم الظواهرية التراكمية كأدلة تجريبية لأهمية الأحلام والأساطير.

## نظرة عامة
طور يونغ نهجه المميز بشأن دراسة العقل البشري. وفي سنواته الأولى عندما عمل في مستشفى سويسرية مع مرضى مصابين بانفصام في الشخصية وعمل مع سيغموند فرويد ومجتمع التحليل النفسي المتنامي، أخذ نظرة فاحصة على الأعماق الغامضة بشأن اللاوعي البشري. وانبهر بما رآه (وحثه على ذلك حتى أكثر من العاطفة طريق التجارب ومسائل حياته الشخصية) وكرس حياته في اكتشاف أمر اللاوعي. ولم يشعر يونغ أن التجريب باستخدام العلوم الطبيعية هو الوسيلة الوحيدة لفهم النفس البشرية على عكس العديد من علماء النفس العصريين. ورأى علم النفس التحليلي على أنه القانون الاستنباطي لعالم الأحلام والأساطير والمأثورات الشعبية بوصفه الطريق الواعد للفهم والإدراك الأعمق للنفس البشرية. ويرتبط اختيار الطريقة باختياره لموضوع العلوم التي يهتم بها. وكما قال: «يكمن جمال العقل الباطن اللاواعي في أنه حقيقة غير واع» إذًا فإن اللاوعي عبارة عن أمر «غير ملموس» في الأبحاث التجريبية، أو في أي نوع من العلوم أو الفلسفة، على وجه التحديد.[بحاجة لمصدر] وعلى الرغم من أن اللاوعي لا يمكن دراسته باستخدام العرض المباشر وفقًا لما قاله يونغ، على الأقل، إلا أنها فرضية مفيدة. وكان اللاوعي المفترض عند يونغ يختلف تمامًا عن النموذج الذي عرضه فرويد على الرغم من التأثير العظيم لمؤسس التحليل النفسي على يونغ. فالاختلاف المعروف هو افتراض اللاوعي الجماعي (انظر أيضًا أنماط يونغ)، على الرغم من أن اقتراح يونغ عن اللاوعي الجماعي والأنماط كان قائمًا على افتراض وجود أنماط نفسية (عقلية). وتشتمل هذه النماذج على محتويات الوعي؛ أي الأفكار والذكريات وغيرها؛ التي تأتي من خبرة الحياة. وهذه المحتويات شائعة في كل البشر، وفي الواقع هذه المحتويات هي التي تجعل كل إنسان لديه شيء مشترك. وكان برهانه على اللاوعي الجماعي الواسع هو فكرة التزامن في الأفكار المشتركة.

## وصلات خارجية
- Archive for Research in Archetypal Symbolism website
- International Association of Analytical Psychology
- International Association for Jungian Studies نسخة محفوظة 18 فبراير 2007 على موقع واي باك مشين.
- Pacifica Graduate Institute - Graduate school offering programs in Jungian and post-Jungian studies
- Journal of Jungian Theory and Practice
- An Outline of Analytical Psychology by Edward F. Edinger
- Jung Arena - Analytical psychology books, journals and resources
- Carl Jung - Life and Work Information about life and work of Carl Jung
- ADEPAC Colombia Analytical psychology news, biographies and resources.